# Márcia Otacília Severa
Márcia Otacília Severa ou apenas Otacília Severa foi uma imperatriz-consorte romana, esposa do imperador Filipe, o Árabe. Ela era da família Otacilia, de nível senatorial. Seu pai era Otacílio Severo (ou Severiano), que serviu como governador da província romana da Macedônia e da Mésia. Já sua mãe era da família Márcio ou parente dela. Ela tinha também um irmão chamado Severiano, que serviu como governador da Baixa Mésia entre 246 e 247.

## História
Pouco se sabe sobre Otacília antes de seu casamento com Filipe, que servia na guarda pretoriana do imperador Alexandre Severo, em 234. O casal teve três filhos[carece de fontes?]:
- Marcos Júlio Filipe Severo, conhecido como Filipe II de Roma (n. 238);
- Júlia Severa (ou Severina), conhecida através de evidências numismáticas, mas que não aparece nas fontes romanas antigas;
- Quinto Filipe Severo (n. 247);

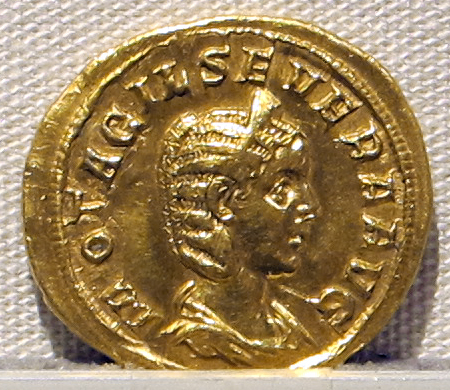
A imperatriz retratada em uma moeda, localizada no Palazzo Massimo alle Terme, no Museu Nacional Romano.

Em fevereiro de 244, Gordiano III foi assassinado na Mesopotâmia e há uma possibilidade de Severa estar envolvida na conspiração. Filipe se tornou o novo imperador e iniciou seu reinado dando ao seu predecessor um funeral digno, enviando suas cinzas para Roma para serem devidamente sepultadas.
Filipe deu a Severa o título de augusta e o filho dos dois era o herdeiro do trono. É comum que o casal seja considerado como o primeiro casal imperial cristão, pois, durante o reinado deles, as perseguições cessaram e eles demonstraram uma tolerância muito maior que os outros imperadores da época. Otacília, por exemplo, teria tentado intervir para salvar o bispo e santo Bábilas de Antioquia.
Em agosto de 249, Filipe morreu em combate em Verona e Décio o sucedeu como imperador. Severa estava em Roma e, quando chegaram as notícias da morte de Filipe, Filipe II foi assassinado pela guarda pretoriana em seus braços. Severa deixou a vida pública depois disso.